# Robert Kotjarjan
Robert Sedraki Kotjarjan (armeniska: Ռոբերտ Սեդրակի Քոչարյան), född 31 augusti 1954 i Stepanakert i Nagorno-Karabach, är en armenisk politiker. Mellan 1998 och 2008 var han Armeniens president.
Robert Kotjarjan har ett förflutet i Nagorno-Karabachs kommunistiska ungdomsförbund. Han var premiärminister i Nagorno-Karabach 1992–1994, president där 1994–1997, premiärminister i Armenien 1997–1998, och var landets president mellan 1998 och 2008.